# Andrius Mamontovas
Andrius Mamontovas (ur. 23 sierpnia 1967 w Wilnie) – rockowy muzyk litewski, twórca tekstów piosenek, aktor, wykonawca i producent muzyki. Był jednym z założycieli jednego z najpopularniejszych litewskich zespołów – Foje (założonego w 1983 r.), a także głównym pomysłodawcą projektu muzycznego LT United stworzonego w celu napisania i wykonania piosenki reprezentującej Litwę na konkursie Eurowizji w 2006 r. Piosenka „We Are the Winners” (pl: „Jesteśmy zwycięzcami”) zajęła wysokie szóste miejsce.

## Kariera
Andrius Mamontovas rozpoczął swoją karierę muzyka we współtworzonym przez siebie zespole Foje, który szybko zdobył popularność na Litwie. Między 1983 a 1997 rokiem, zespół ten wydał 14 albumów i zdobył wiele nagród litewskiego rynku fonograficznego. O dużej popularności świadczy frekwencja na ostatnim koncercie w Wilnie, który zgromadził około 60000 sympatyków zespołu.
Po rozwiązaniu Foje w 1997 r. Mamontovas rozpoczął swoją solową karierę, szybko zdobywając 15 nagród Bravo (litewski odpowiednik Grammy) między innymi za całokształt, najlepszą piosenkę, najlepszy album czy też za najlepszy show. Jest autorem muzyki do kilku krótkich filmów oraz muzyki do przedstawienia Iwanow Antona Czechowa w reżyserii Eimuntasa Nekrošiusa wystawianej w Teatro Argentina w Rzymie.
Mamontovas był inicjatorem powstania projektu muzycznego LT United, którego zadaniem było stworzenie piosenki reprezentującej Litwę na konkursie Eurowizji w 2006 r. Stworzona „We Are The Winners” (pl: „Jesteśmy zwycięzcami”) zajęła ostatecznie szóste miejsce przegrywając jedynie z piosenkami: fińską(1.), rosyjską(2.), bośniacką(3.), rumuńską(4.) i szwedzką(5.).

## Dyskografia

### Wraz z Foje
- Geltoni Krantai(1989);
- Žodžiai į Tylą (1990);
- Gali Skambėti Keistai (1991);
- Kitoks Pasaulis (1992);
- Vandenyje (1993);
- Aš Čia Esu (1994);
- Aš Čia Esu (Pica) (1994);
- M-1 (1994);
- Tikras Garsas (1994);
- Kai Perplauksi Upę (1995);
- Live On The Air (1995);
- 1982 (1996);
- The Flowing River Ep (1996);
- Mokykla (1997);
- Vilnius Kaunas Klaipėda (1999);
- Paveikslas (2002);
- Kita Paveikslo Pusė (2006).

### Solowe albumy
- Pabėgimas (Ucieczka) (1995);
- Tranzas(1997);
- Šiaurės naktis. Pusė penkių (1998);
- Mono Arba Stereo (1999);
- Šiaurės Naktis. Pusė Penkių (2000);
- Anapilis (2000);
- Cloudmaker (2000);
- Visi langai žiūri į dangų (Wszystkie okna wyglądają w niebo) (2000);
- Cloudmaker. No Reason Why (2001);
- Clubmix.lt (2001);
- O, meile! (O, miłości!) (2002)
- Beribiam danguje (2003);
- Tadas Blinda (2004);
- Saldi.Juoda.Naktis. (Słodka.Czarna.Noc) (2006);
- Tyla (Cisza) (2006);
- Geltona žalia raudona (Żółta zielona czerwona)(2008).